# Dryadonycteris capixaba
Dryadonycteris capixaba és una espècie de ratpenat de la família dels fil·lostòmids. És endèmic del Brasil. S'alimenta de nèctar i pol·len. És un ratpenat de petites dimensions, amb una llargada de cap a gropa de 49,9–56,4 mm, els avantbraços de 29,1–32,3 mm, la cua de 4,4–6,4 mm, els peus de 7,5–8,3 mm, les orelles de 9–10 mm i un pes de fins a 5 g. Com que fou descoberta fa poc, l'estat de conservació d'aquesta espècie encara no ha estat avaluat formalment.